# Tongguk Egyetem állomás
Tongguk (Dongguk) Egyetem állomás a szöuli metró 3-as vonal állomása Szöul Csung-ku (Jung-gu) kerületében. Nevét a közeli Tongguk (Dongguk) Egyetemről kapta.

## Viszonylatok
| 3-as vonal                                 | 3-as vonal | 3-as vonal                       |
| ------------------------------------------ | ---------- | -------------------------------- |
| Cshungmuro (Chungmuro) Tehva (Daehwa) felé | fő vonal   | Jakszu (Yaksu) Ogum (Ogeum) felé |